# Frances Allen
Frances Elizabeth Allen (n. 4 august 1932, Peru⁠(d), New York, SUA – d. 4 august 2020, Schenectady, New York, SUA) a fost o informaticiană americană, a cărei muncă de pionierat în domeniul compilatoarelor, optimizării codului și calculului paralel i-au adus în 2006 Premiul Turing. A fost prima femeie care a primit acest premiu.